# Gorybia ruficauda
Gorybia ruficauda là một loài bọ cánh cứng trong họ Cerambycidae.